# Aquaculture Stewardship Council
Het Aquaculture Stewardship Council (ASC) is een onafhankelijke organisatie voor het certificeren van verantwoord gekweekte vis door middel van een keurmerk. 
Het aandeel van gekweekte vis neemt wereldwijd al jaren in omvang en betekenis toe. Op dit moment is ongeveer de helft van alle geconsumeerde vis gekweekt. Viskwekerijen die voldoen aan de eisen voor verstandige omgang met natuur, voedsel en mensen komen in aanmerking voor het ASC-keurmerk.
Het initiatief voor ASC werd in 2009 genomen door het Wereld Natuur Fonds en het Initiatief Duurzame Handel (IDH). Het ASC is nauw verwant aan het Marine Stewardship Council. 